# Księstwo (Łódź)
Pour les articles homonymes, voir Księstwo.
Księstwo est une localité polonaise de la gmina d'Aleksandrów Łódzki, située dans le powiat de Zgierz en voïvodie de Łódź.